# متیلن‌سیکلوپروپن
متیلن‌سیکلوپروپن (به انگلیسی: Methylenecyclopropene) یک ترکیب شیمیایی با شناسه پاب‌کم ۱۳۸۱۱۲ است.